# Belle (Noorderdepartement)
Belle (Frans-Vlaams: Belle en Frans: Bailleul) is een gemeente in het noorden van Frankrijk (Noorderdepartement) (Frans: département du Nord), gelegen in de Franse Westhoek en in Frans-Vlaanderen, die vroeger bij het graafschap Vlaanderen hoorde. De stad telde op   inwoners en maakt deel uit van het arrondissement Duinkerke.

## Geografie
De oppervlakte van Belle bedroeg op  ; de bevolkingsdichtheid was toen Fout in uitdrukking: niet verwachte operator >. inwoners per km². De geografische coördinaten zijn 50° 44' N.B. 2° 44' O.L..
De belangrijkste gehuchten in Belle zijn Outtersteene, le Steent'je en De Krebbe, die elk een eigen kerk hebben. Andere gehuchtjes zijn onder meer Le Nouveau Monde, net ten oosten van het stadscentrum en het grensgehuchtje De Seule in het oosten van de gemeente.

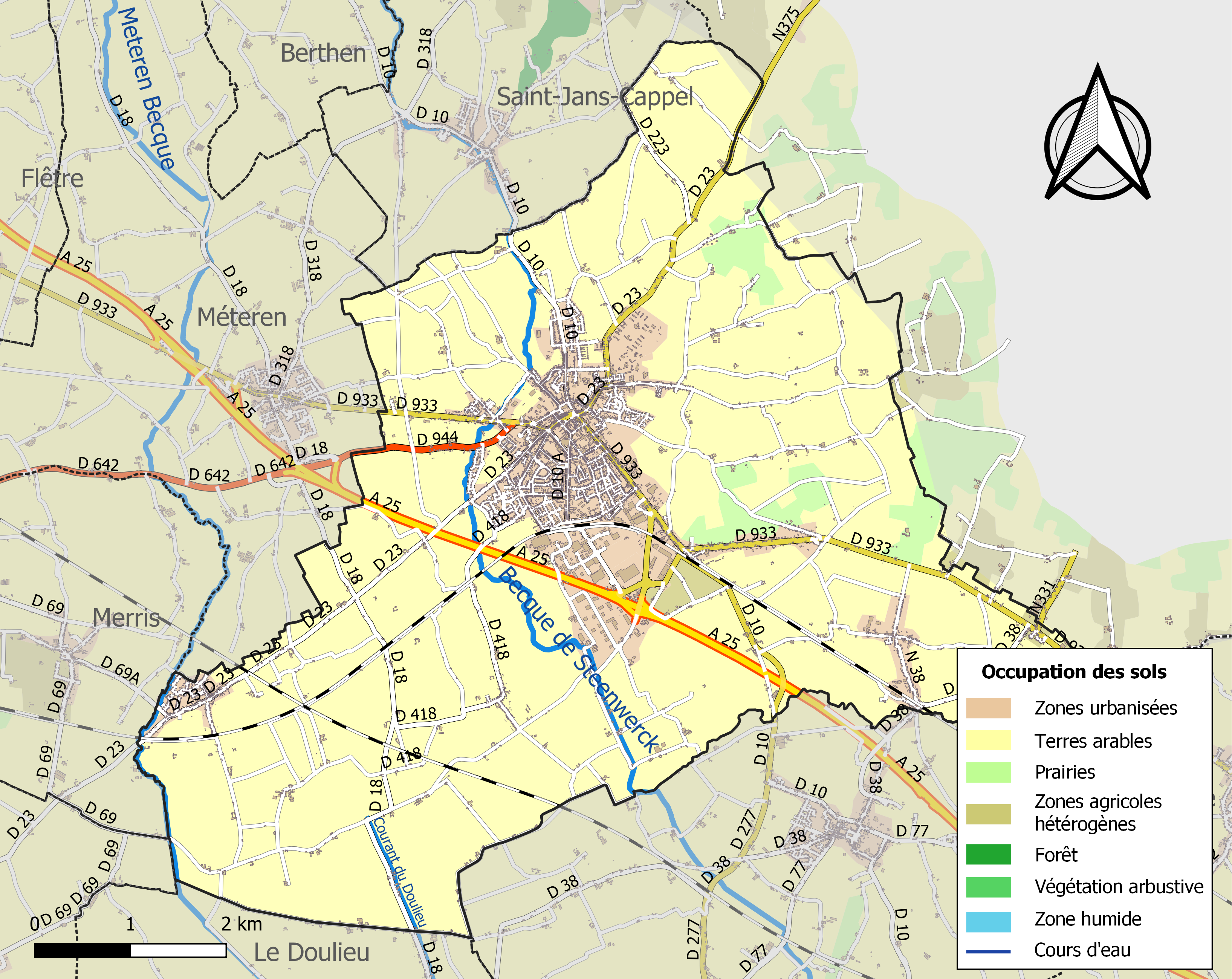
Kaart van de gemeente met belangrijkste infrastructuur, bodemgebruik en omliggende gemeenten

## Geschiedenis

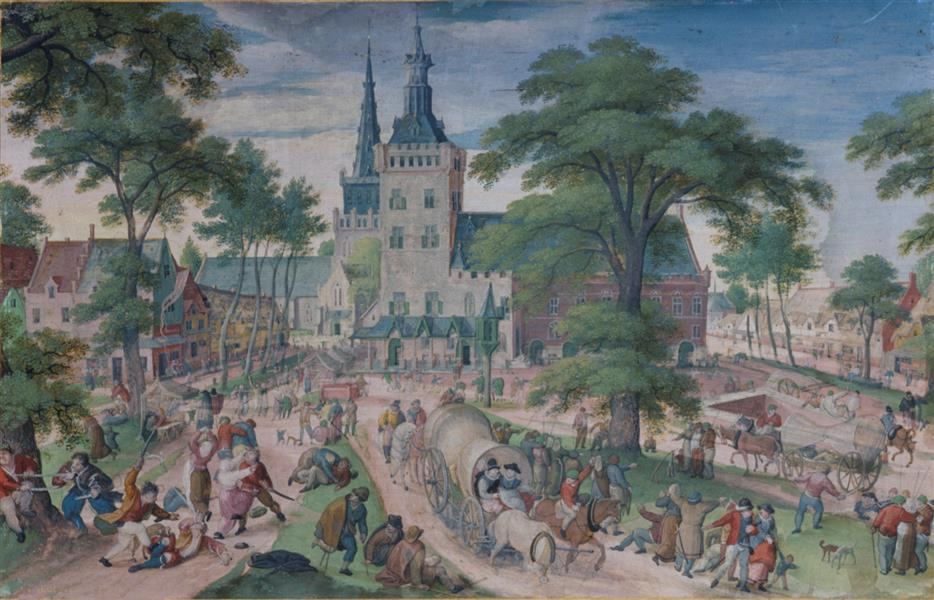
Kermis in Belle (Hans Bol, ca. 1580)

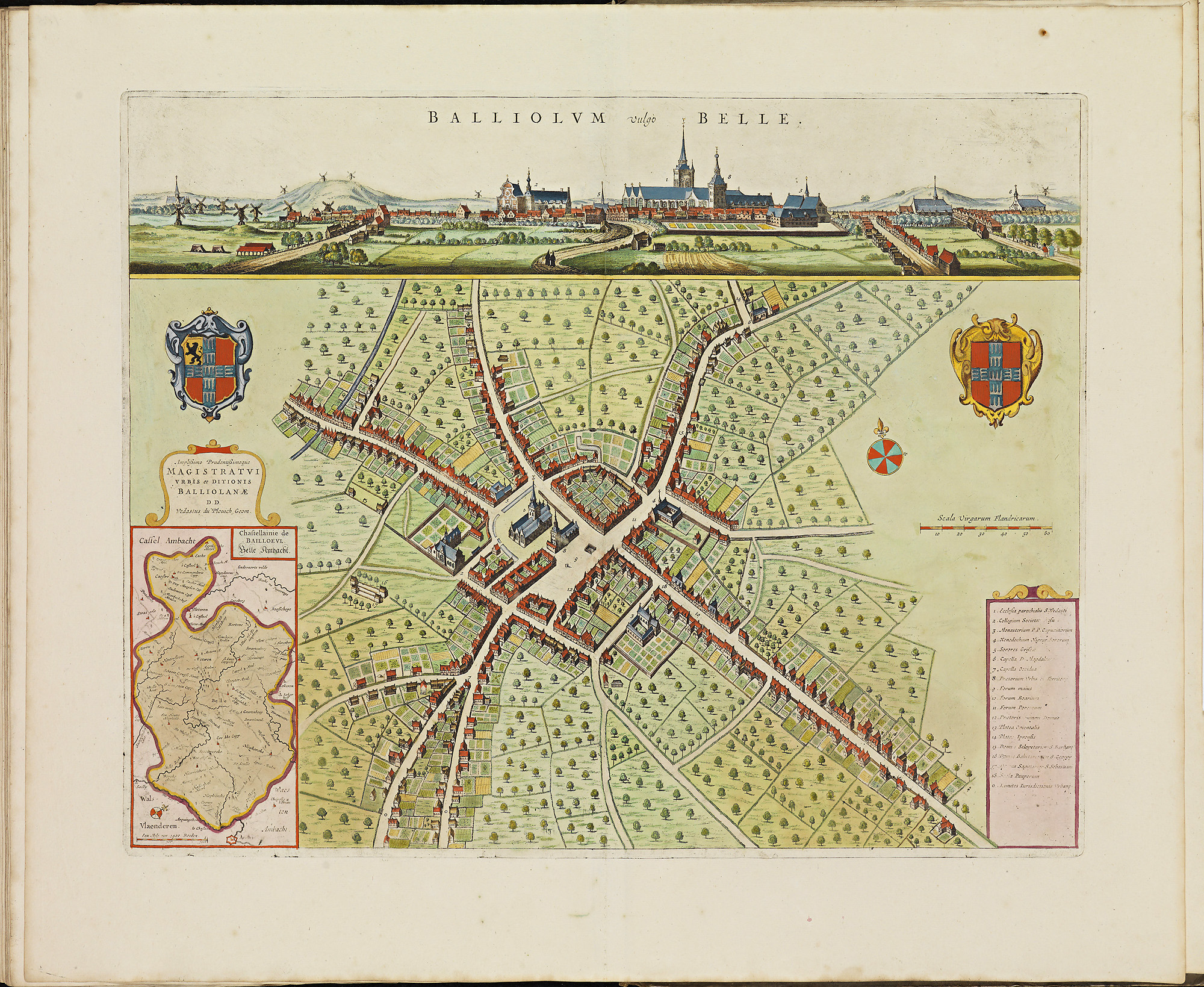
Belle in 1698 op een kaart uit het Stedenboek Frederik de Wit

De kasteelheer van Belle stond de inwoners in 1177 toe een belfort te bouwen. Een keure volgde in 1249 (regeling op juridisch, fiscaal en economisch vlak). De economische opbloei werd, zoals in zovele steden in Vlaanderen, veroorzaakt door de aanmaak van laken uit Engelse wol. Men herkende het aan zijn kleur (rood) en aan zijn merk: een zon of een lelie. Deze welvaart zorgde ervoor dat Belle de hoofdplaats werd van een kasselrij.
In 1213, net voor de Slag bij Bouvines, werd de toekomstige koning Lodewijk VIII van Frankrijk door zijn vader, koning Filips-August, naar Vlaanderen gestuurd om onder meer Belle te plunderen. Hij wilde hiermee verhinderen dat de Vlamingen met Engeland en het Heilige Roomse Rijk tegen hem zouden optrekken.
In 1297, zes jaar voor de Guldensporenslag, veroverde koning Filips de Schone Belle. In 1436 waren het dan weer Engelsen die de stad in vuur en vlam zetten na het mislukken van het Vlaamse Beleg van Calais. De Fransen kwamen nog eens terug toen Lodewijk XI op 19 maart 1478 vond dat de Vlamingen nog maar eens bestraft moesten worden omdat ze een Habsburger, keizer Maximiliaan I, kozen als bruid voor Maria van Bourgondië, de dochter van Karel de Stoute.
Een ongeluk zorgde ervoor dat het belfort en honderden huizen in 1503 opnieuw door een brand werden verwoest. Op het einde van de 16e eeuw waren Spanjaarden de verwoesters van Belle, waardoor de inwoners zich gedurende twee jaar moesten verschuilen in Armentières. Als gevolg van al die calamiteiten zochten de lakenproducenten andere oorden op. Samen met talrijke calvinisten onder de bevolking trokken ze naar het noorden en vonden in Holland en Zeeland een veilige woonplaats. Tijdens de Tachtigjarige Oorlog ontvolkte de gehele Westhoek voor een groot deel en het duurde lang voordat de economie herstelde. Voor Belle kwam daarbij dat de stad twee keer in brand ging; door de Fransen op 8 augustus 1681 en door een brouwerijbrand, de Belle-brant.
De Vrede van Nijmegen (1678) voegde de stad bij Frankrijk. Dit werd nog eens bevestigd door de Vrede van Utrecht in 1713.
Het kantklossen verving in de 17e eeuw de lakennijverheid. In 1664 werd hier een kantklosschool opgericht; het kantklossen wordt in Belle trouwens nog altijd beoefend. In de 18e eeuw volgde de aardewerkindustrie.
De Duitsers namen Belle in het begin van de Eerste Wereldoorlog in. Op 2% na werd de hele stad door bombardementen met de grond gelijkgemaakt. Ook het stadhuis en belfort moesten worden heropgebouwd. Op de totaal verwoeste Sint-Amandskerk richtte men een oorlogsmonument op ter nagedachtenis aan de slachtoffers.
Om het Vlaams karakter van de stad te benadrukken werd ze in neo-Vlaamse stijl opnieuw opgebouwd. Daarbij kopieerden architecten woningen uit onder meer Brugge. De kerk in het centrum, toegewijd aan Sint-Vedastus, is na de Eerste Wereldoorlog in romaans-Byzantijnse stijl opgetrokken. Het Westhoekse West-Vlaams, ook Frans-Vlaams genoemd, is inmiddels verdwenen onder invloed van de Franse assimilatiepolitiek maar in Belle vindt men een centrum voor de verspreiding van de Nederlandse taal in Frans-Vlaanderen en op de scholen wordt Nederlands facultatief onderwezen.

## Bezienswaardigheden
- Het stadhuis met het Belfort van Belle
- De Sint-Vaastkerk (Église Saint-Vaast)
- De Sint-Amandskerk (Église Saint-Amand)
- Het oorlogsmonument, opgetrokken op de plaats van de vroegere Sint-Amandskerk, met stenen van de in de oorlog verwoeste kerken en belfort.
- Het Britse oorlogsmonument, ingehuldigd in 1921
- Het Présidial, de vroegere rechtbank van de baljuw, werd opgetrokken in 1776 en is een van de weinige gebouwen die niet werden verwoest tijdens de oorlog.
- Het Benoît De Puydt-museum (Vlaamse en Nederlandse kunst)
- De Botanische tuin van Belle (Conservatoire Botanique Nationale de Bailleul)
- In de gemeente bevinden zich verschillende militaire begraafplaatsen:
  - Bailleul Communal Cemetery Extension, met meer dan 4.500 gesneuvelden.
  - Op de gemeentelijke begraafplaats van Belle liggen meer dan 700 Franse en Britse gesneuvelden.
  - Outtersteene Communal Cemetery Extension, in het gehucht Outtersteene

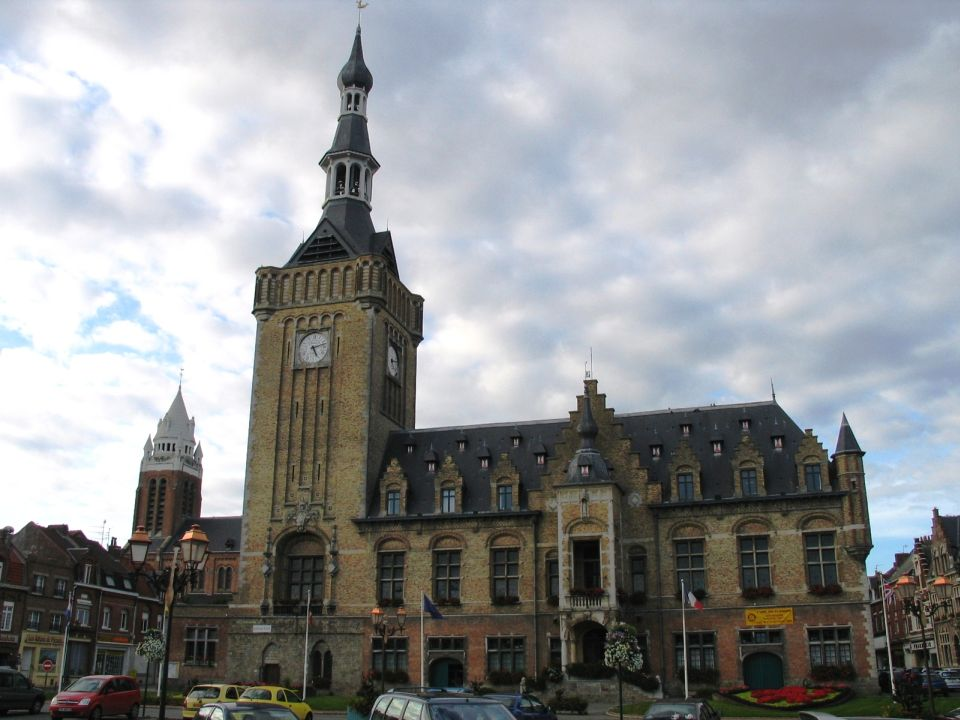
Belfort van Belle
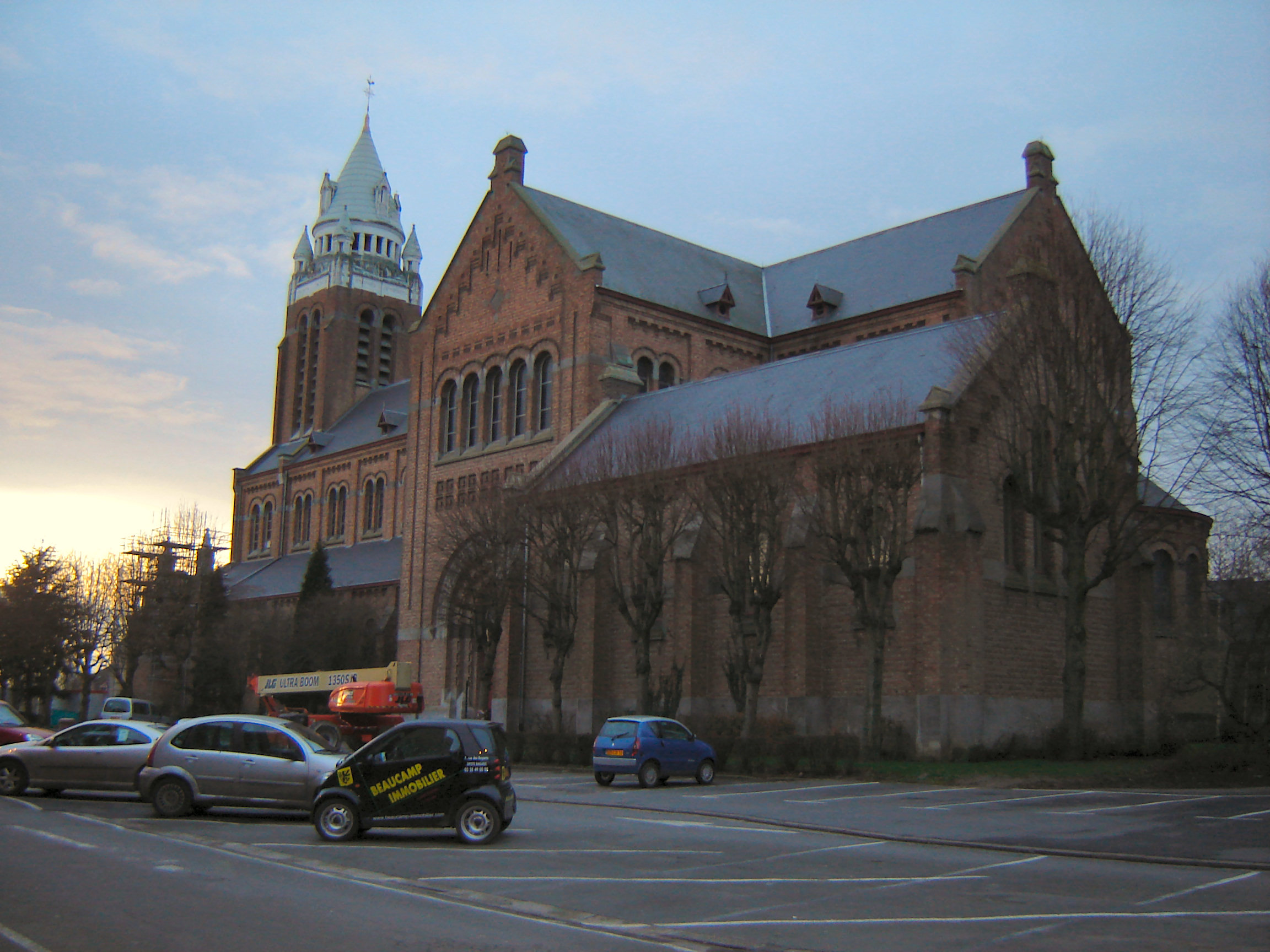
Sint-Vaastkerk
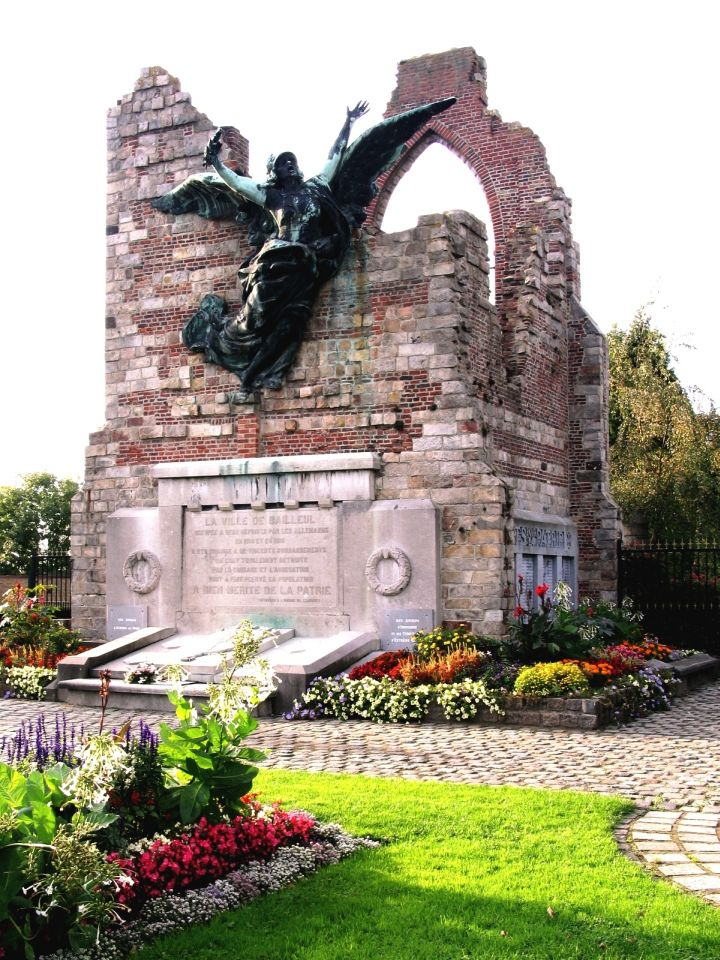
Oorlogsmonument op de verwoeste Sint-Amandskerk
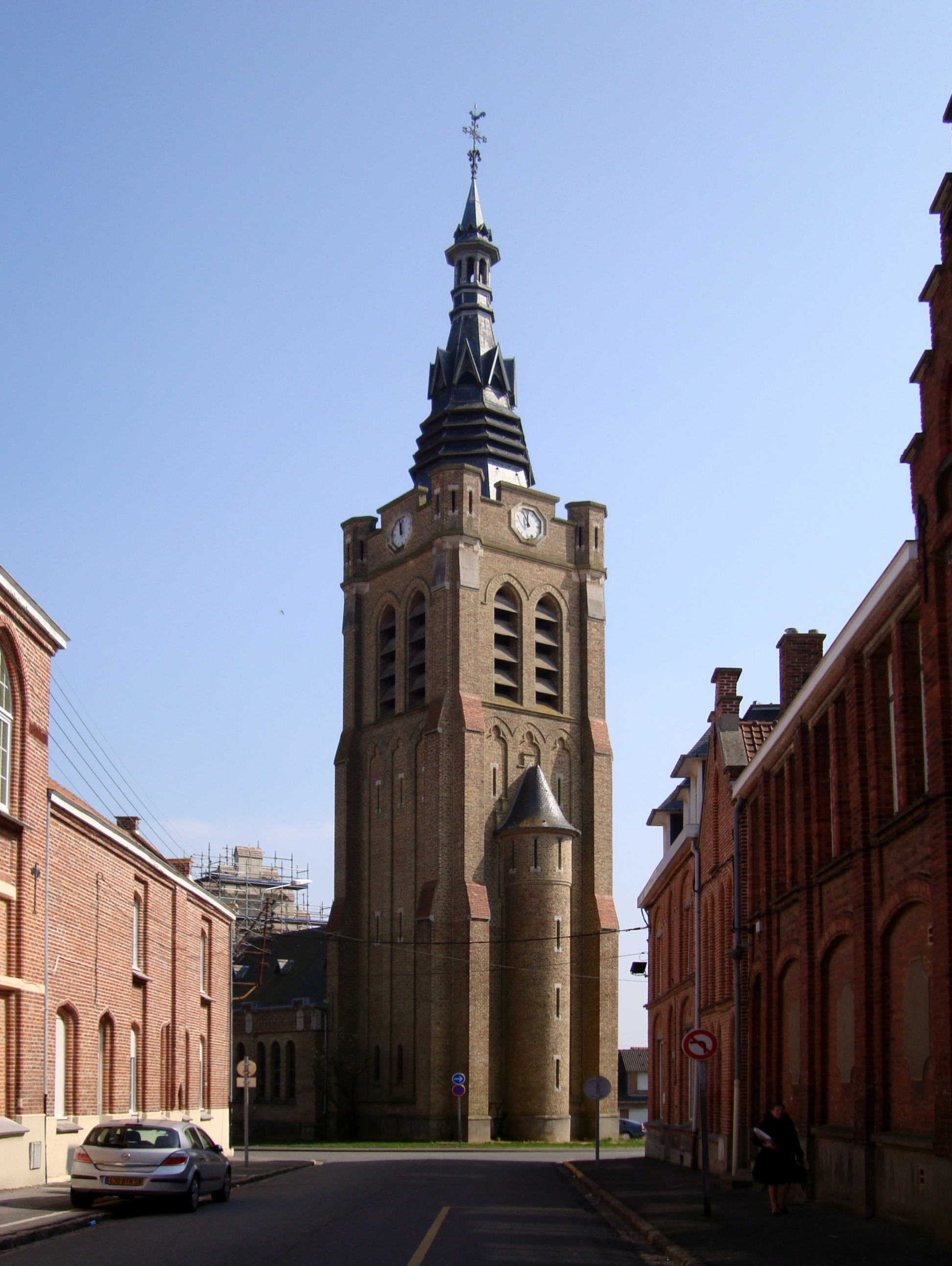
Sint-Amandskerk
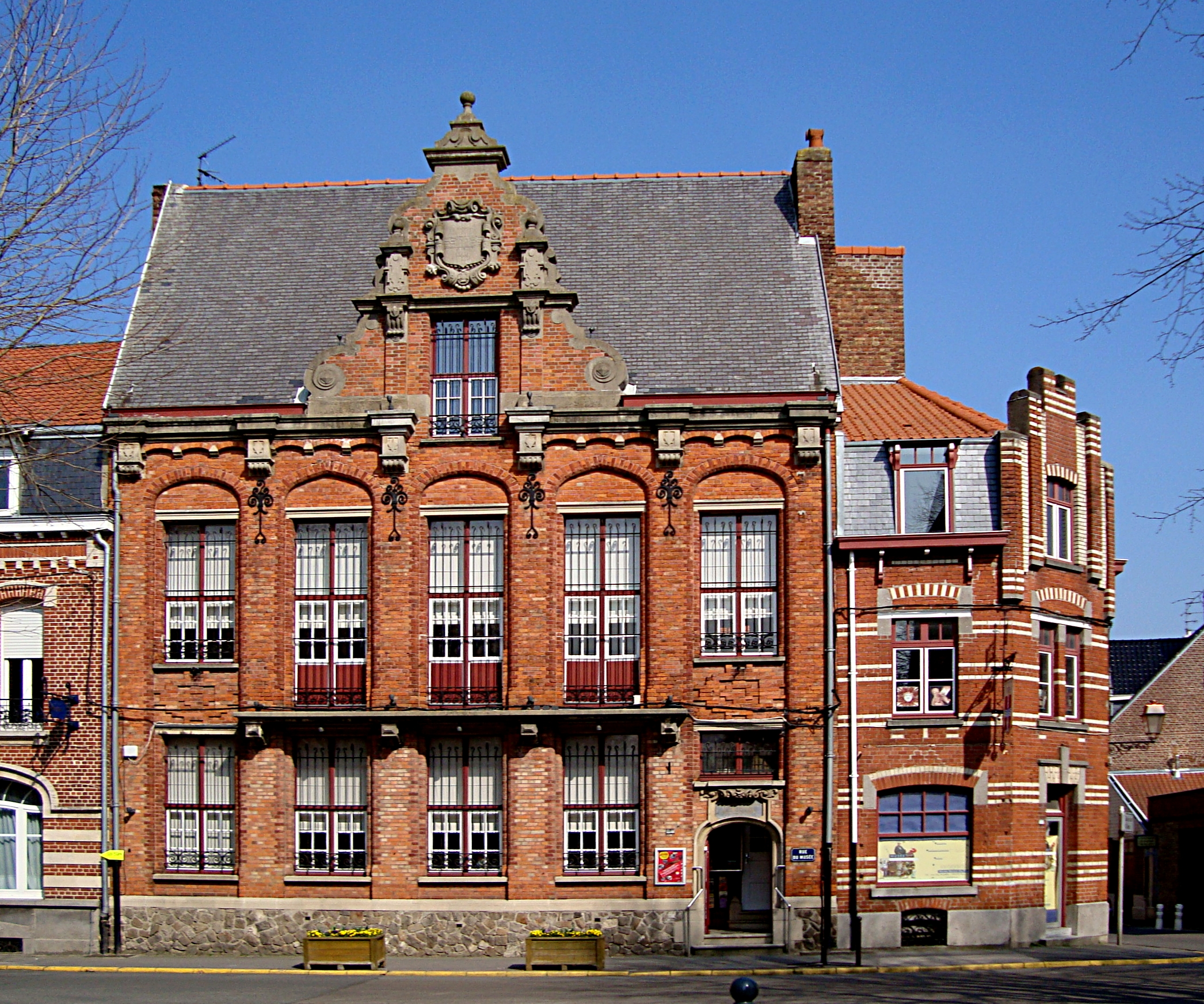
Museum Benoît de Puydt

## Natuur en landschap
Belle ligt op een hoogte tussen 14 en 86 meter hoogte. Uitlopers van de West-Vlaamse Heuvels liggen op het grondgebied van de gemeente, zoals de Rijselberg (Mont de Lille) en de Ravensberg.

## Demografie
Onderstaande figuur toont het verloop van het inwonertal (bron: INSEE-tellingen).

## Verkeer en vervoer
Door Belle loopt de autosnelweg A25/E42, die een op- en afrit heeft in de gemeente.
Het Station Bailleul ligt op de spoorlijn van Rijsel richting Hazebroek, Duinkerke en Calais.

## Wetenswaardigheden
- MNL (Maison du Néerlandais/Huis van het Nederlands) is gelegen in het Frans-Vlaamse Belle. Dit is een regionaal centrum voor het Nederlands in Noord-Frankrijk.

## Bekende personen
- Edmond de Coussemaker (1805-1876), jurist, etnoloog en musicoloog
- Michel Delebarre (1946-2022), politicus
- Bruno Dumont (1958), filmregisseur en scenarioschrijver

## Nabijgelegen kernen
Le Steent'je, Outtersteene, Meteren, Sint-Janskappel